# Platysenta tetera
Platysenta tetera är en fjärilsart som beskrevs av Walker 1858. Platysenta tetera ingår i släktet Platysenta och familjen nattflyn. Inga underarter finns listade i Catalogue of Life.